# Roman Hubník
Roman Hubník (Vsetín, 6 de junho de 1984) é um futebolista checo que atua como zagueiro. Atualmente, defende o clube checo Viktoria Plzeň.

## Carreira
Hubnik fez parte do elenco da Seleção Tcheca de Futebol da Eurocopa de 2016.